# Probezzia
Probezzia is een geslacht van stekende muggen uit de familie van de Ceratopogonidae.

## Soorten
- P. albitibia Wirth, 1971
- P. albiventris (Loew, 1861)
- P. atriventris Wirth, 1951
- P. bottimeri Wirth, 1971
- P. concinna (Meigen, 1818)
- P. concinnus (Meigen, 1818)
- P. fairchildi Wirth, 1994
- P. flavoniger (Coquillett, 1905)
- P. fuscipennis Wirth, 1971
- P. glicki Wirth, 1994
- P. infuscata Malloch, 1915
- P. jamnbacki Wirth, 1971
- P. ludoviciana Wirth, 1951
- P. meadi Wirth, 1994
- P. nigra Wirth, 1971
- P. pallida Malloch, 1914
- P. rosewalli Wirth, 1951

- P. sabroskyi Wirth, 1951
- P. seminigra (Panzer, 1798)
- P. smithii (Coquillett, 1901)
- P. unica (Johannsen, 1934)
- P. weemsi Wirth, 1994
- P. williamsi Wirth, 1971
- P. xanthogaster (Kieffer, 1917)